# Johannes Lassen
Johannes Lassen, född den 7 maj 1979 i Köpenhamn, är en dansk skådespelare.

## Bakgrund
Lassen föddes i Köpenhamn och utbildade sig på skådespelarutbildningen vid Odense teater, från vilken han examinerades 2007. Lassen har medverkat i teateruppsättningar vid Odense teater, Teater Momentum samt Folkteatern i Köpenhamn. Lassen är bland annat känd för sin medverkan i kriminalserier som Bedrägeriet och Gisslantagningen.
Lassen är sedan 2022 i ett förhållande med den danska X Factor-deltagaren Jasmin Dahl.

## Filmografi (i urval)[7]
- 2014 – 1864 (TV-serie)
- 2017 – Bedrägeriet (TV-serie)
- 2017 – Gisslantagningen (TV-serie)
- 2018 – Advokaten (TV-serie)
- 2020 – Blodsbröder (TV-serie)
- 2021 – Den som dräper - Mörkret (TV-serie)